# Holiday World & Splashin' Safari
Holiday World & Splashin' Safari est un complexe de loisirs situé à Santa Claus, dans l’Indiana, composé du parc d'attractions Holiday World et du parc aquatique Splashin' Safari. Le prix d’entrée inclut l’accès aux deux parcs.

## Histoire
Holiday World, inauguré le 3 août 1946, fut fondé par Louis J. Koch sous le nom de Santa Claus Land. À l'époque, le thème était exclusivement Noël. En 1984, le parc fut agrandi pour inclure Halloween et le 4 juillet (fête nationale américaine). C'est à cette époque que le parc changea de nom et devint l'actuel Holiday World. En 1993, le parc aquatique Splashin' Safari ouvrit ses portes. En 2002, il s'agrandit et inaugure le plus grand toboggan aquatique couvert du monde, ZOOMbabwe.
En 2006, le parc d'attractions inaugura une nouvelle zone, Thanksgiving, pour son 60e anniversaire.

## Le futur du parc
Le 20 septembre 2007, le parc annonça les détails de son projet pour 2008. Une nouvelle attraction majeure pour Splashin' Safari, nommée Kima Bay. Cette aire de jeu aquatique sera composé de plus de 125 jets d’eau, sept toboggans aquatiques, plus de 100 éléments de jeux aquatiques et recevra un nouveau thème sur les singes (Kima est d’ailleurs le Swahili du mot « singe »).

## Mascottes
Le parc possède ses propres personnages uniques. Au fil des ans, ils ont évolué et sont désormais : Holidog – Un chien brun, mascotte officielle du parc ; Kitty Klaws – Un chat noir, mascotte officielle de la section Halloween ; Safari Sam – Un crocodile vert, mascotte officielle de Splashin' Safari ; George l'Aigle – Un aigle royal aux couleurs du drapeau américain.

## Les zones du parc
Le parc sur le thème des différentes fêtes est composé des zones Noël, Halloween, 4 juillet et Thanksgiving.

### Noël
Cette zone du parc, la plus ancienne, est présente dès l'entrée. Elle est composée d’un grand sapin de Noël, d’une crèche géante et d’une zone pour enfants nommée Rudolph’s Reindeer Ranch (Le ranch de Rudolphe le renne). On y trouve également une fontaine qui présente le trophée de l’Applause Award dont le parc a été gratifié.

### Halloween
Cette zone contient les montagnes russes en bois The Raven et The Legend. L’une présente le thème d'un poème classique d’Edgar Allan Poe (Le Corbeau (The Raven)) et l’autre sur La Légende de Sleepy Hollow.

### 4 juillet
Dédiée à la fête nationale du pays, cette zone met en avant les couleurs du drapeau américain.
La plus grande du parc en superficie, elle contient entre autres Raging Rapids, Liberty Launch, Revolution, Paul Revere's Midnight Ride et The Freedom Train.

### Thanksgiving
Cette zone ouverte à l’occasion des 60 ans du parc, ouvrit officiellement le 6 mai 2006. L‘attraction majeure de la zone, les montagnes russes en bois The Voyage, ont battu un nouveau record, avec le plus long airtime sur des montagnes russes de ce type, avec au total 24,3 secondes.
En 2007, la zone a accueilli un parcours scénique interactif nommé Gobbler Getaway où les cibles représentent les traditionnelles dindes de Thanksgiving.

### Holidog’s FunTown
FunTown de Holidog est un espace pour les enfants.

### Splashin' Safari
Le parc aquatique est composé d’aires de jeux aquatiques, de Zinga, (un toboggan de type tornado), Jungle Racer, ZOOMbabwe, Otorongo (une rivière rapide de bouée familiale), Moosoon Lagoon, des piscines à vagues, des rivières artificiels à courant, etc.
En 2007, Bakuli, un toboggan aquatique haut de 60 pieds a ouvert.
Splashin’ Safari est considéré comme l’un des meilleurs parc aquatique des États-Unis et le plus grand de l’Indiana.

## Les attractions de Holiday World

### Les montagnes russes

#### En fonction
| Nom de l'attraction | Type                                         | Constructeur                  | Année d'ouverture |
| ------------------- | -------------------------------------------- | ----------------------------- | ----------------- |
| Howler              | Montagnes russes en métal                    | Zamperla                      | 1999              |
| The Legend          | Montagnes russes en bois                     | Custom Coasters International | 2000              |
| Good Gravy!         | Montagnes russes en métal                    | Vekoma                        | 2024              |
| The Raven           | Montagnes russes en bois                     | Custom Coasters International | 1995              |
| The Voyage          | Montagnes russes hybrides structure en métal | The Gravity Group             | 2006              |
| Thunderbird         | Wing Coaster                                 | Bolliger & Mabillard          | 2015              |

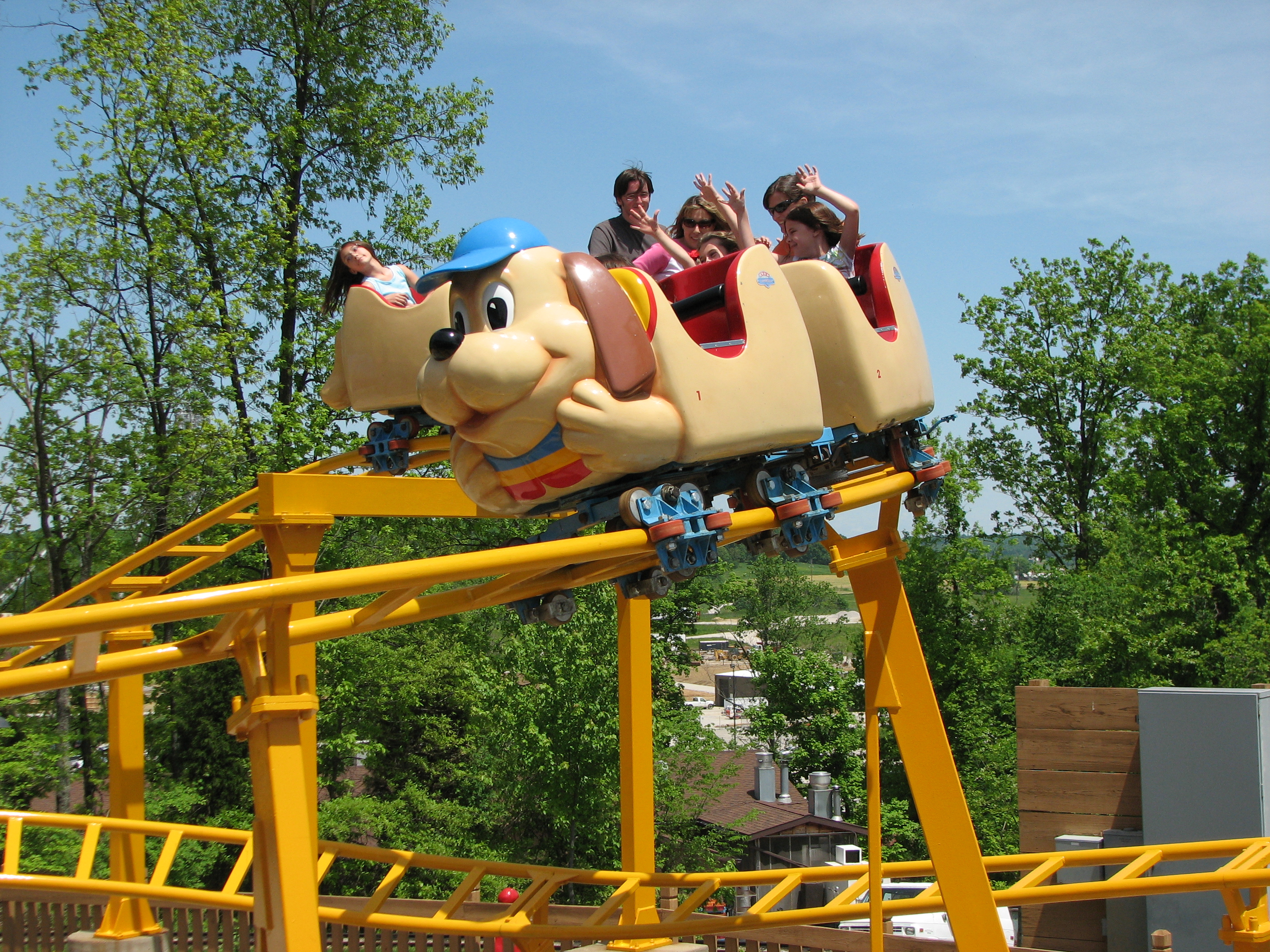
Howler
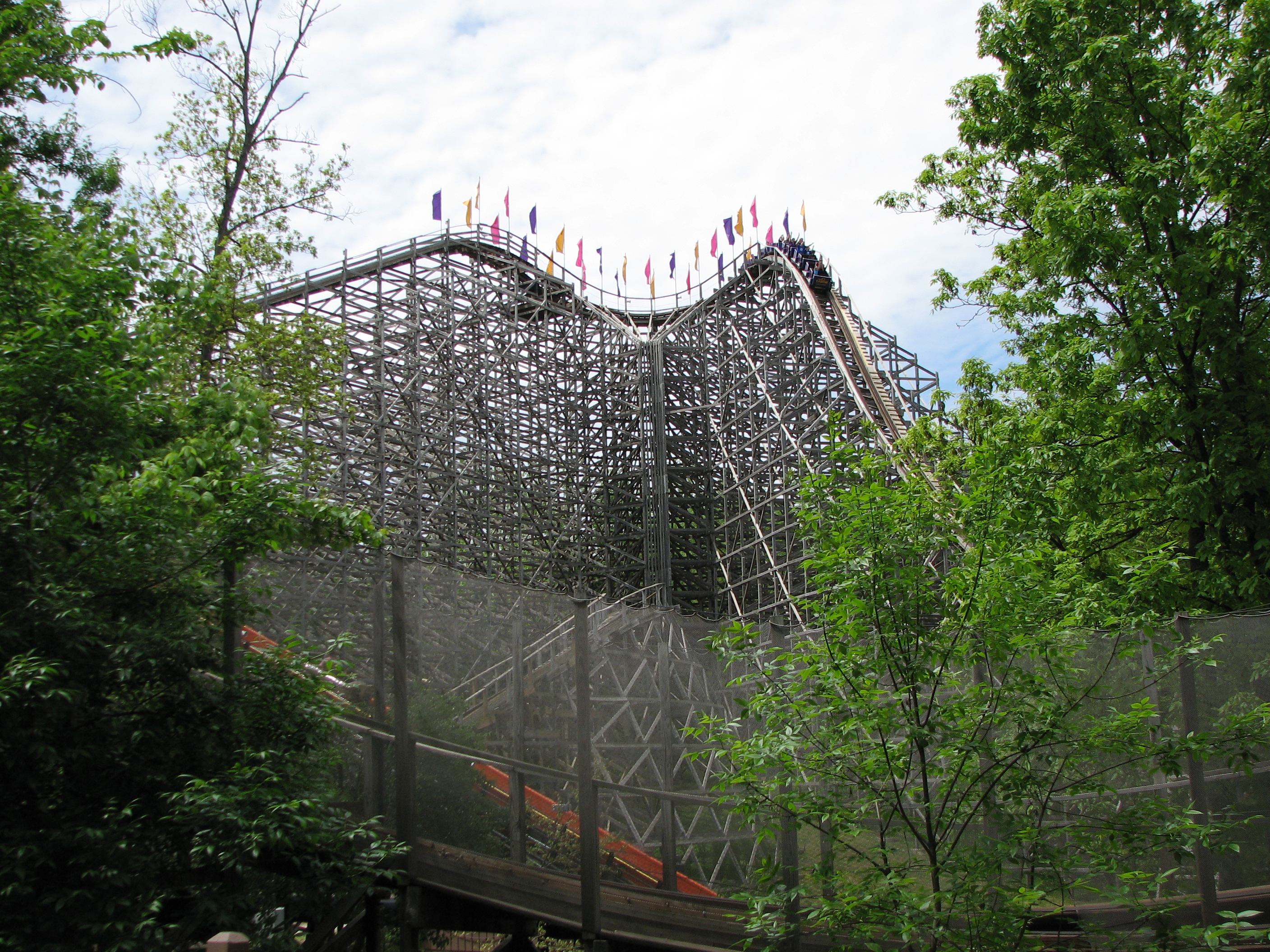
The Legend
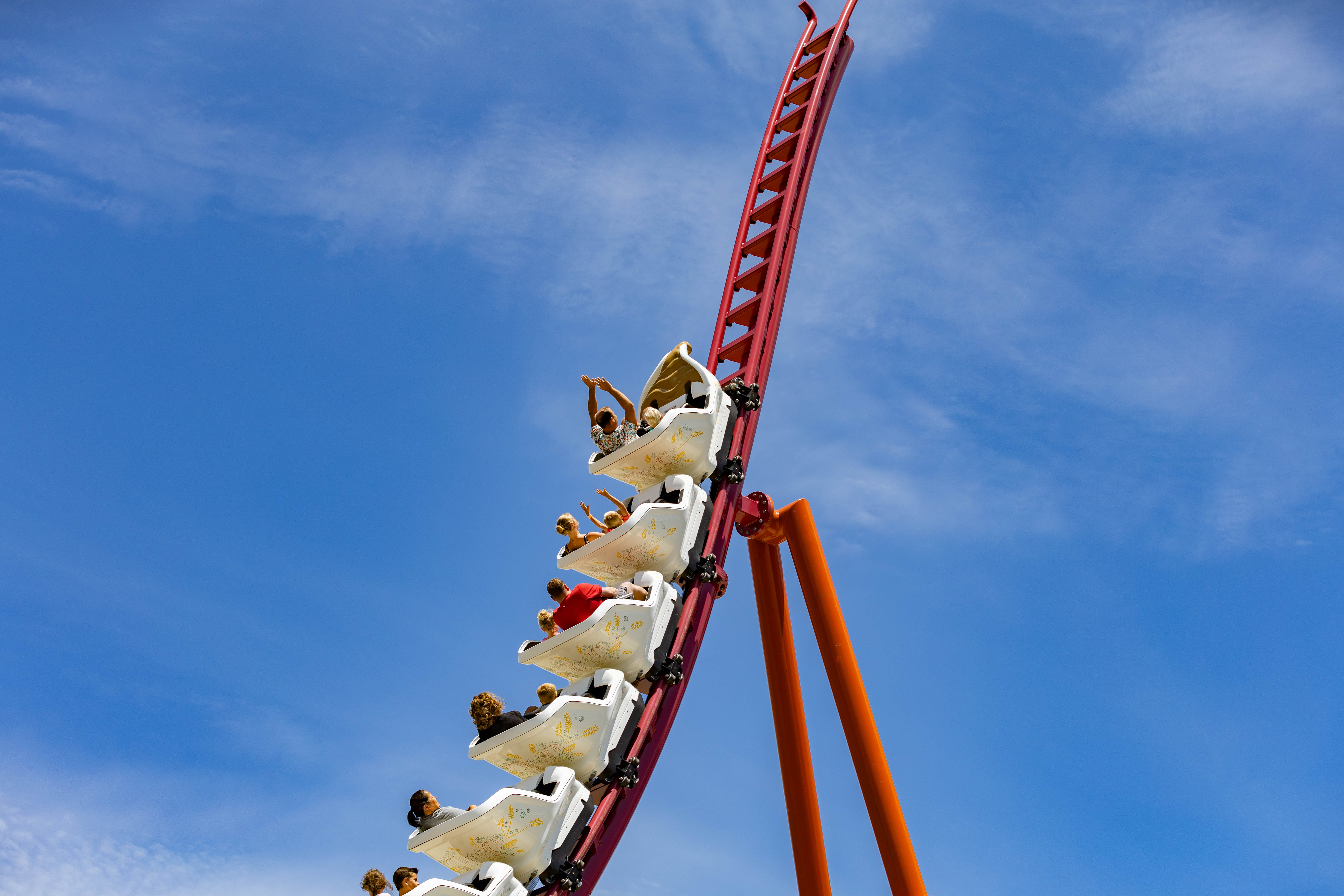
Good Gravy!
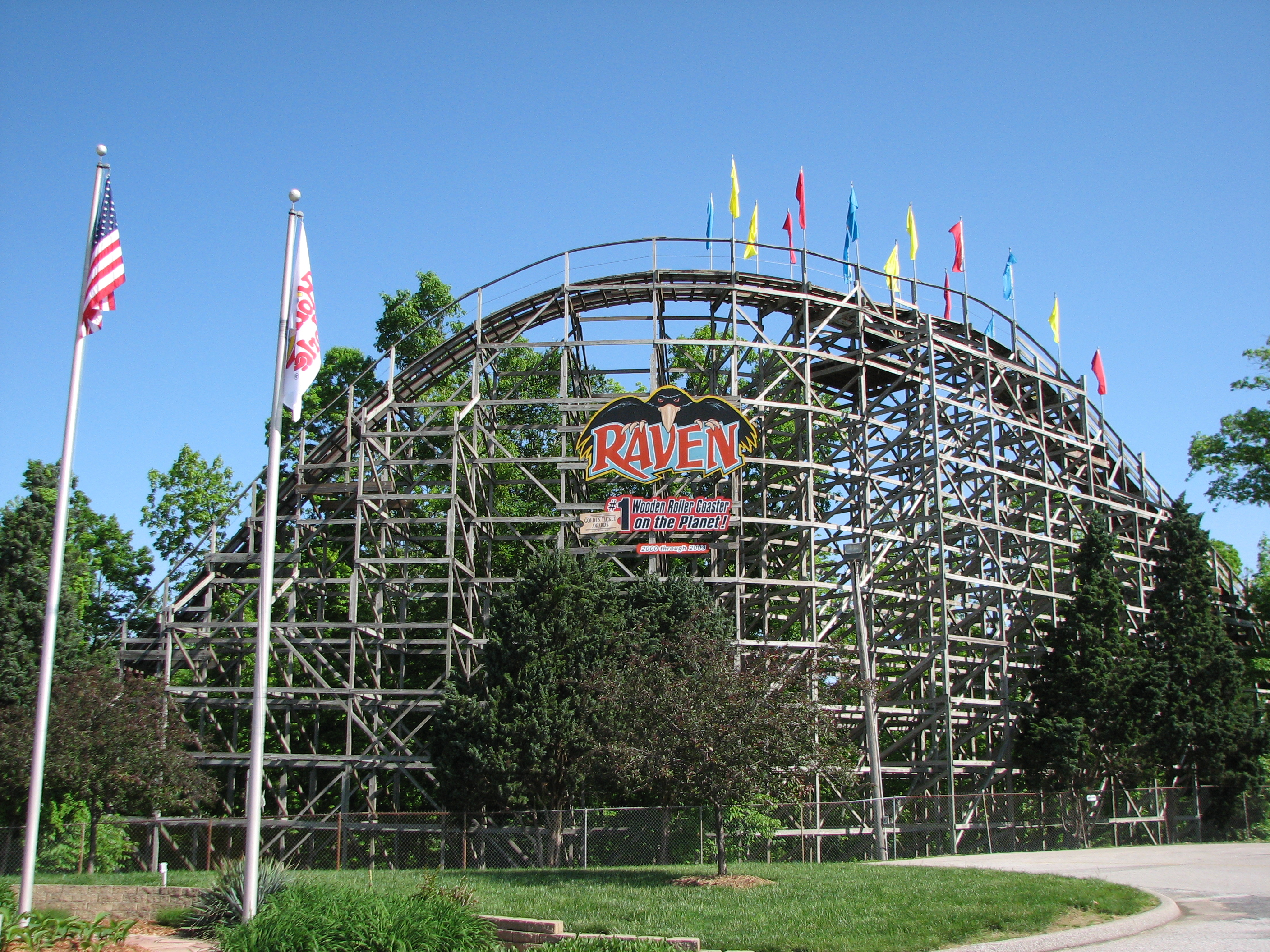
The Raven
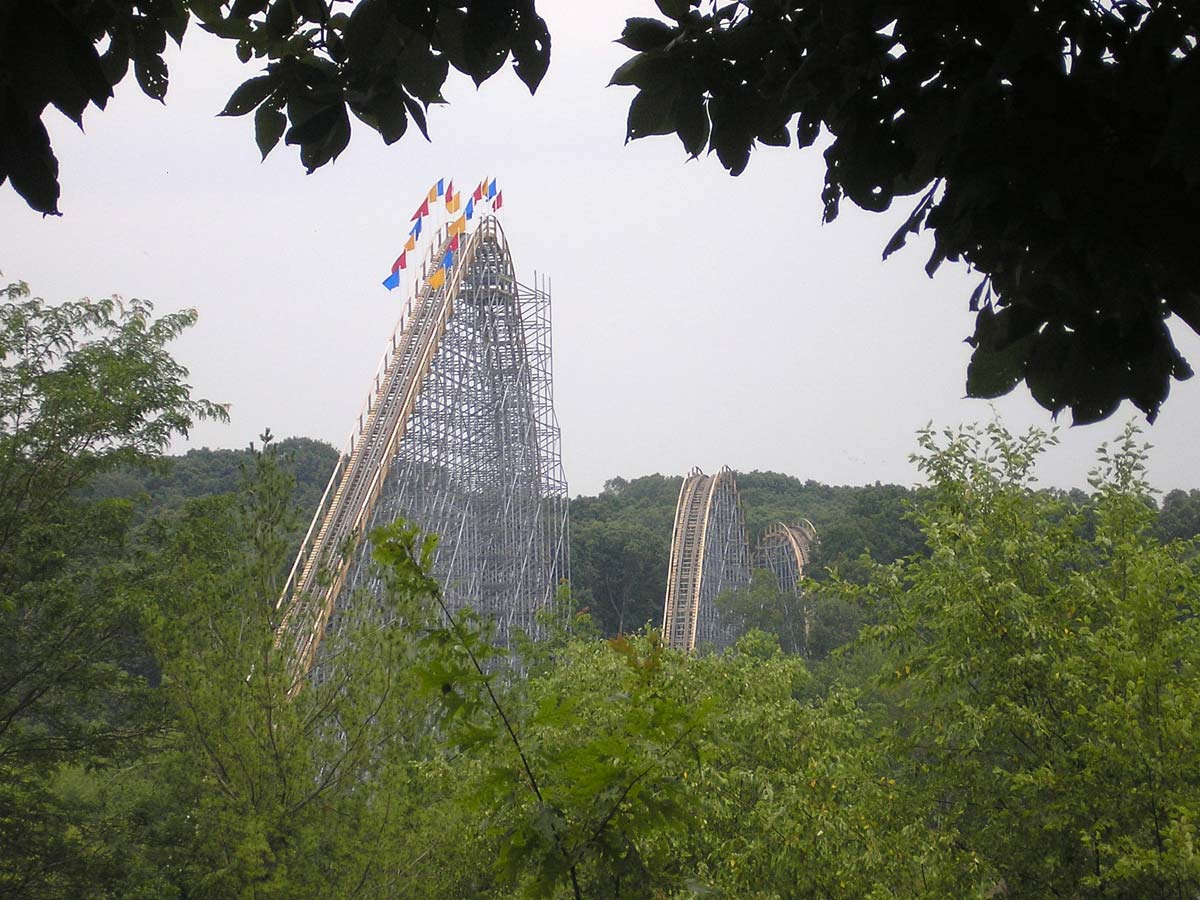
The Voyage
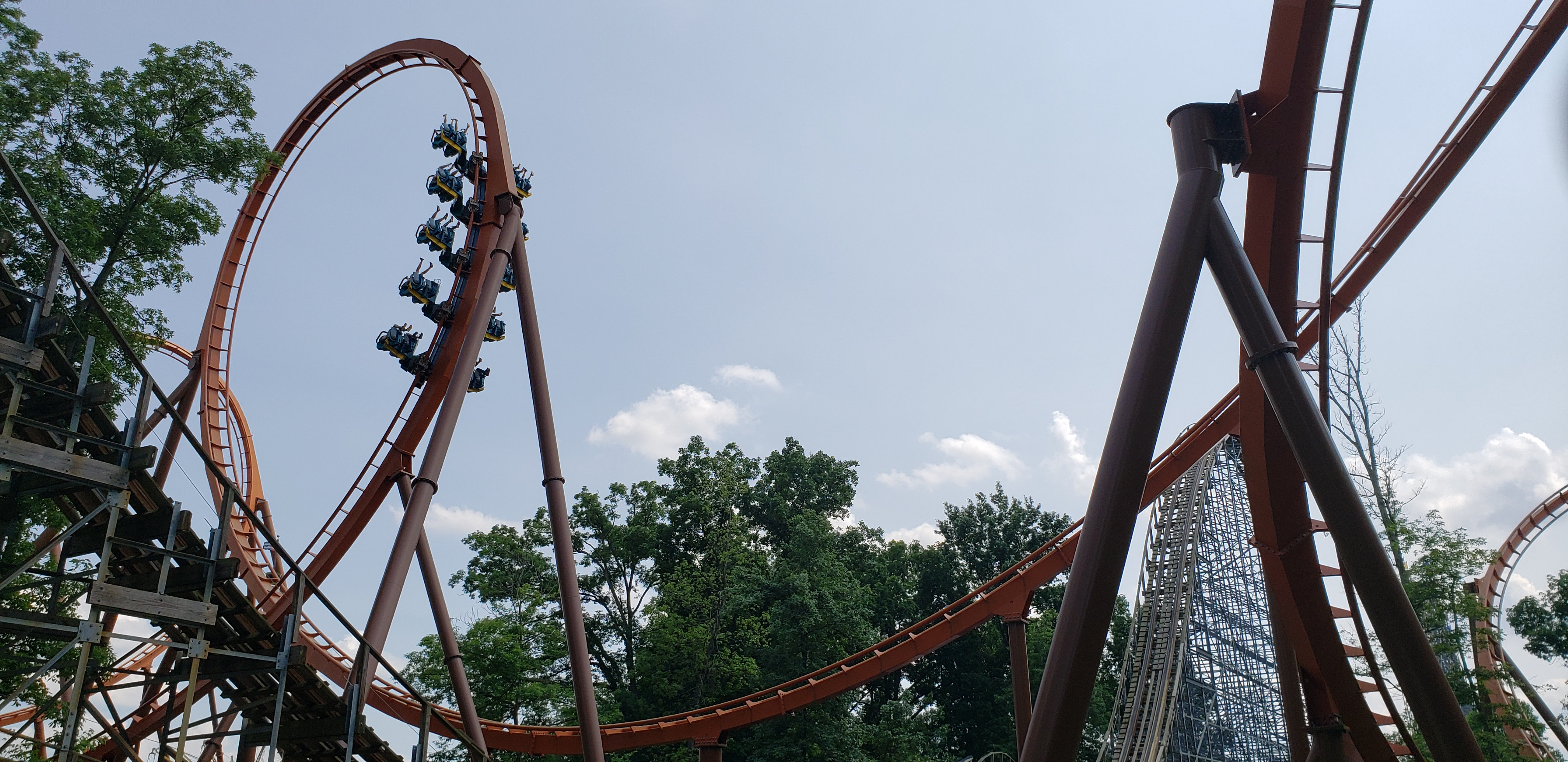
Thunderbird

#### Disparues
| Nom de l'attraction | Type                      | Constructeur | Année d'ouverture | Année de fermeture |
| ------------------- | ------------------------- | ------------ | ----------------- | ------------------ |
| Firecracker         | montagnes russes en métal | Pinfari      | 1981              | 1997               |

### Les attractions aquatiques
(uniquement celles située à Holiday world)
- Dancer's Thunder Bumpers Junior - Bateaux tamponneurs
- Frightful Falls - Bûches
- Indian River - Canoë pour enfants
- Raging Rapids in Boulder Canyon - Rivière rapide en bouées
- Thunder Bumpers on Chesapeake Bay - Bateaux tamponneurs

### Les attractions à sensations
- Liberty Launch - Double Shot S&S Worldwide
- Turkey Whirl - Tilt-A-Whirl

### Les autres attractions
- Blitzen's Airplanes
- Comet's Rockets
- Dasher's Seahorses - Carrousel
- Eagle's Flight - Flying Scooters
- Gobber Getaway - Parcours scénique interactif (Sally Corporation)
- HallowSwings - Chaises volantes
- Lewis & Clark Trail - Balade en Ford T
- Paul Revere's Midnight Ride - Pieuvre
- Prancer's Merry-Go-Round - Carrousel
- Revolution - Round-up
- Rough Riders' - Autos tamponneuses
- Scarecrow Scrambler - Twist

## Les attractions de Splashin' Safari
| Ride             | Description |
| ---------------- | --- |
| Kima Bay         | Aire de jeu aquatique sur le thème des singes (Site u constructeur)                                                                    |
| Bahari Wave Pool | Piscine à vagues avec geysers |
| Bahari River     | Rivière artificielle |
| Bakuli           | |
| Congo River      | Rivière artificielle |
| Monsoon Lagoon   | SCS Interactive Discovery Treehouse |
| Otorongo         | 3 toboggans aquatiques (Oto, Ron & Go) avec piscine en commun                                                                          |
| Watubee          | Toboggan aquatique familial avec canots pour 4 personnes                                                                               |
| The Wave         | Piscine à vagues |
| Jungle Racer     | Toboggans aquatiques en ligne droite pour faire la course. Ils sont équipés de panneaux de scores électroniques qui indique les temps. |
| Zinga            | toboggan aquatique |
| Zoombabwe        | Le plus grand toboggan aquatique intérieur au monde. Avec des canots pour 4 personnes                                                  |
| Jungle Jets      | Aire de jeu aquatique familiale |
| Butterfly Bay    | Piscine à vagues pour enfants |
| Crocodile Isle   | Aire de jeu aquatique pour enfants avec toboggans et fontaines.                                                                        |
| AmaZOOM          | Toboggan aquatique intérieur |
| Bamboo Chute     | Toboggan aquatique où les passagers peuvent être seul ou en duo.                                                                       |

## Récompenses
En 2004, le parc a reçu un Applause Award. Holiday World est le plus petit parc à avoir reçu cette distinction. Une fontaine situé dans la zone Noël représentant le trophée a été érigé.
Le parc a également reçu de nombreux Golden Ticket Awards. Avec 41 prix, Holiday Park est le parc en ayant reçu le plus.
| Golden Ticket Awards                                    | Golden Ticket Awards | Golden Ticket Awards |
| Prix                                                    | Année                | Prix reçu pour       |
| ------------------------------------------------------- | -------------------- | -------------------- |
| Employés les plus sympathiques                          | 1998–2008, 2010–2011 | Le parc entier       |
| Parc le plus propre                                     | 2000–2011            | Le parc entier       |
| Meilleures montagnes russes en bois                     | 2000–2003            | The Raven            |
| Meilleures montagnes russes en bois                     | 2007–2011            | The Voyage           |
| Meilleure nouvelle attraction dans un parc d'attraction | 2006                 | The Voyage           |
| Meilleur nouvelle attraction dans un parc aquatique     | 2006                 | Bahari River         |
| Meilleur nouvelle attraction dans un parc aquatique     | 2007                 | Bakuli               |
| Meilleur nouvelle attraction dans un parc aquatique     | 2010                 | Wildebeest           |
| Meilleure attraction aquatique                          | 2003                 | Zinga                |
| Meilleure attraction aquatique                          | 2010–2011            | Wildebeest           |